# 1487年
| 千纪： | 2千纪 |
| 世纪： | 14世纪 \| 15世纪 \| 16世纪                                                                                 |
| 年代： | 1450年代 \| 1460年代 \| 1470年代 \| 1480年代 \| 1490年代 \| 1500年代 \| 1510年代                           |
| 年份： | 1482年 \| 1483年 \| 1484年 \| 1485年 \| 1486年 \| 1487年 \| 1488年 \| 1489年 \| 1490年 \| 1491年 \| 1492年 |
| 纪年： | 丁未年（羊年）；明成化二十三年；越南洪德十八年；日本文明十九年，長享元年                                   |

## 大事记
- 中国
  - 明南京右都御史屠滽护送占城王古来归国。
  - 明朝规定在科举中用八股文考试。
  - 明成化末年（1487年）西安地区发生地震，小雁塔的塔身震裂。
- 歐洲
  - 8月，迪亞士率領一支由3艘船組成船隊離開里斯本。

## 出生
- 朱祐楷，明朝申懿王，明宪宗朱见深第十四子。

## 逝世
- 明宪宗朱见深。
- 万贵妃。